# Канбук
Канбук (кор. 강북구?, 江北區?, новая романизация: Gangbuk-gu) — один из северных районов города Сеула, столицы Республики Корея. Имеет статус самоуправления.

## Название
Название «Канбукку» переводится просто: «кан» (кор. 강) — «река», «бук» (кор. 북) — «север», «ку» (или «гу»; кор. 구) — «район». То есть, буквально — «Район к северу от реки».

## Расположение на карте города
На северо-западе Канбук граничит с национальным парком Пукхансан, расположенным на одноимённой горе, на северо-востоке — с районом Тобон, на востоке — с районом Новон, а с юго-восточной и до западной стороны его окружает район Сонбук.

## История
Со времён династии Чосон территория района Канбук относилась к провинции Кёнгидо, входя в состав волости (мён) Инчхан (кор. 인창면) уезда Коян (кор. 고양군; с 1992 года — город Коян).
В 1914 году, во время японской оккупации Корейского полуострова, часть мёна Инчхан была передана в состав мёна Сунин (кор. 숭인면).
13 августа 1949 года по указу президента Ли Сын Мана часть территории мёна Сунин была введена в состав столичного района Сонбук. 1 июля 1973 года указом президента Пак Чон Хи из Сонбук был выделен район Тобон. 22 декабря 1994 года 18 тонов (кварталов) были выделены из состава района Тобон; 1 марта 1995 года они были объединены под названием в район Канбук и получили статус самоуправления.

## Общая характеристика
На территории района находятся 26 школ, 2 школы для детей-инвалидов и 3 университета (Женский университет Тондук, Национальный открытый университет и теологическая магистратура университета Хансин).
Зелёная зона района Канбук занимает 54,8 % от всей площади района
Самый крупный квартал (тон) Уидон (кор. 우이동) занимает 46,4 % (10,95 км²) от всей площади Канбука.

## Достопримечательности
На территории Канбука находится английская деревня, привлекающая жителей столицы и туристов своим архитектурным стилем — здания в деревне построены на манер английских. Иногда деревушка становится местом съёмки видеоклипов или развлекательных программ.

## Населённые пункты-побратимы
Внутри страны:
- г. Кимчхон, провинция Кёнсан-Пукто (с 26 августа 1996)[5]
- уезд Янпхён, провинция Канвондо (с 16 июня 1999)[6]
- уезд Посон, провинция Чолла-Намдо (с 25 июня 1999)[7]
- уезд Косон, провинция Канвондо (с 30 мая 2000)[8]
- уезд Танджин, провинция Чхунчхон-Намдо (с 10 марта 2005)[9]

За рубежом:
- округ Дадун (кит. 大东区, пиньинь: Dadong), г. Шэньян, провинция Ляонин, Китай (с 24 апреля 2000)[10]
- округ Цзядин (кит. 嘉定区, пиньинь: Jiādìng Qū), г. Шанхай, Китай (с 9 декабря 1997)[11]
- г. Джокьякарта (индон. Yogyakarta), Индонезия (с 19 апреля 2005)[12]
- посёлок Татэяма (яп. 立山町), префектура Тояма, регион Тюбу Япония (с 15 июля 2004)[13]

Дружественный город:
- г. Кэтхэм-сити (англ. Catham-city), провинция Онтарио, Канада (с 13 сентября 2004)[14]